# Józefówka (obwód iwanofrankiwski)
Józefówka (ukr. Йосипівка) – wieś na Ukrainie, w obwodzie iwanofrankiwskim, w rejonie rohatyńskim.